# Erich Massini
Erich Massini (* 9. August 1885 als Erich Conrad Albert Massiny in Berlin; † 19. Dezember 1914) war ein deutscher Fußballspieler. Der für den BFC Preussen spielende Massini absolvierte sein einziges Länderspiel am 13. März 1909 gegen die Nationalmannschaft Englands.

## Karriere

### Vereine
Massini, Sohn und erstes Kind des Gewerkschafters und SPD-Reichstagsabgeordneten Albert Massini, war als kaufmännischer Angestellter sehr an Sport interessiert und spielte leidenschaftlich Cricket und Fußball.
Er gehörte von 1908 bis 1914 dem BFC Preussen an und spielte bis 1911 in der vom Verband Berliner Ballspielvereine, danach in der vom Verband Brandenburgischer Ballspielvereine ausgetragenen Berliner Meisterschaft.
Diese gewann er mit dem BFC Preussen am Endes seiner zweiten Spielzeit für den Verein und am 21. April 1912 als Sieger der Gruppe B nach dem zweiten mit 2:1 gewonnenem Finalspiel gegen den Sieger der Gruppe A, dem Berliner TuFC Viktoria. An den Endrundenspielen um die deutsche Fußballmeisterschaft 1910 und 1912 – jeweils an Holstein Kiel gescheitert – kam Massini nicht an der Seite von Rudolf Droz, Edwin Dutton, Walter Sorkale, Otto Thiel und Gustav Unfried zum Einsatz.

### Nationalmannschaft
Der Verteidiger von BFC Preussen absolvierte sein einziges Länderspiel am 13. März 1909 gegen die Nationalmannschaft Englands. Das in Oxford ausgetragene Spiel, zu dem er nur aufgrund vieler Absagen – insbesondere der damaligen Stars aus Karlsruhe vom KFV und Phönix – von Nationalspielern eingeladen wurde, wurde mit 0:9 verloren. So kam in der Abwehr auch Otto Hantschick von Union 92 zum Einsatz. Die Nachwirkungen der Seekrankheit durch eine stürmische Überfahrt von Calais nach Dover mit einem altersschwachen Fährschiff waren in Verbindung mit der deutlichen fußballerischen Überlegenheit der englischen Amateure, die Hauptgründe der deutlichen Niederlage.
Drei Wochen vor seinem Länderspieldebüt, am 21. Februar 1909, bildete Massini im Wettbewerb um den Kronprinzenpokal beim Halbfinalspiel in Hamburg in Reihen der Berliner Auswahl gegen Norddeutschland mit Hantschick das Verteidigerpaar. Die Berliner Auswahl gewann mit 4:1 und zog in das Endspiel am 18. April 1909 gegen Mitteldeutschland ein; da kam Massini aber nicht zum Einsatz.

## Erfolge
- Berliner Meister 1910, 1912

## Sonstiges
Nachdem Massini zum Wehrdienst eingezogen worden war, fiel er am 19. Dezember 1914 im Gefecht bei Gut Janolin im Ersten Weltkrieg infolge eines Schrapnellenschusses.